# Isochromodes chaon
Isochromodes chaon is een vlinder uit de familie van de spanners (Geometridae).